# Знич (театр)
Белорусский поэтический театр одного актера «Знич» (бел. Беларускі паэтычны тэатр аднаго акцёра «Зніч») — единственный в Республике Беларусь театр, который работает исключительно в жанре моноспектакля.
Основная репертуарная линия театра — популяризация произведений белорусских авторов и образцов мировой классики. Моноспектакли театра «Знич» идут на белорусском языке.

## История
Театр одного актера «Знич» основан в 1989 году руководством Белгосфилармонии при поддержке Министерства культуры Республики Беларусь. Основатель и художественный руководитель-директор — Галина Алексеевна Дягилева. Свою историю театр ведет с 10 сентября 1990 года, когда в Софийском соборе Полоцка во время Скориновских чтений состоялась премьера спектакля «Изгнание в рай» по пьесе Н. Раппы, исполненного Дягилевой. Официально зарегистрирован 21 февраля 1991 года. В репертуар входят поэтические, драматические, кукольные представления, а также первая белорусская моноопера «Одинокий птах» О. Залётнева (либретто Дягилевой), устраиваются абонементные спектакли-встречи с белорусскими поэтами, писателями, бардами и артистами.
Не имея собственной сцены, театр работал на разных площадках: в Национальной библиотеке Беларуси, на Малой сцене Национального академического театра им. Я.Купалы, Театре юного зрителя, центре «Календарь», ИНВАЦентре. С 1995 года. театр осуществлял постановки в Дольном зале Костела Святого Симеона и Святой Елены. В октябре 1999 года при поддержке настоятеля ксендза-магистра Владислава Завальнюка «Знич» открыл в нем свой театральный зал.
Театр «Знич» неоднократно представлял белорусское театральное искусство в России, на Украине, в Литве, Латвии, Эстонии, Польше, Германии, Америке, неоднократно становился призером и лауреатом многих театральных фестивалей: «Студийные коляды» (г. Минск, 1989); «Вначале было слово…» (г. Пермь, 1992), "Международный фестиваль моноспектаклей «Я» (г. Минск, 1993, 1996, 1998, 2004; г. Молодечно, 2005); «Відлунне» (г. Киев, 2002), «Старая Руса» (г. Старая Руса, 2002); Международный фестиваль моноспектаклей «Один и все» (г. Волгоград, 2004, 2007); Международный театральный форум «Золотой Витязь» (г. Минск,2005; г. Москва, 2008); XIV Минский международный кинофестиваль «Лістапад» (17-24 ноября, 2007); Международный фестиваль «Мария» (г. Киев, 2006, 2008, 2009, 2010, 2011); Международный фестиваль анитичного искусства «Боспорские агоны» (Автономная Республика Крым, 2007, 2008, 2009); Фестиваль «МіМоКі» (г. Познань); Международный фестиваль «Белая Вежа» (г. Брест, 2011, 2012).

## Название
«Зніч» — стародавнее название священного огня. Для театра «Зніч» — это образ, олицетворяющий неугасимый огонь искусства, «свет» лучших образцов литературы белорусской и мировой классики. Именно они являются источником вдохновения для создателей спектаклей театра.

## Руководство
Дягилева, Галина Алексеевна — основатель и художественный руководитель-директор театра.

## Актеры театра
Спектакли исполняются известными минскими артистами:
- Галина Дягилева — лауреат международных фестивалей;
- Алесь Кашперов — заслуженный артист Республики Беларусь;
- Лариса Горцева — заслуженная артистка Республики Беларусь;
- Леонид Сидоревич — ведущий мастер сцены;
- Раиса Астрединова — ведущий мастер сцены;
- Вячеслав Шакалидо — ведущий мастер сцены;
- Вячеслав Статкевич — певец.